# إدواردو جوربيندو
إدواردو جوربيندو (بالإسبانية: Eduardo Gurbindo) مواليد 8 نوفمبر 1987 في بنبلونة، هو لاعب كرة يد إسباني يلعب كظهير أيمن. يلعب حاليا مع نادي برشلونة لكرة اليد ويحمل الرقم 18. مثل منتخب إسبانيا لكرة اليد. شارك في دورة الألعاب الأولمبية الصيفية سنة 2012. حقق المركز الثالث في بطولة أوروبا لكرة اليد للرجال في سنة 2014.

## سجل المنافسة
شارك في البطولات التالية:
- بطولة أوروبا لكرة اليد للرجال 2012
- بطولة أوروبا لكرة اليد للرجال 2014
- بطولة أوروبا لكرة اليد للرجال 2016
- الألعاب الأولمبية الصيفية 2012

## الميداليات
| الميدالية | المسابقة                           |
| --------- | ---------------------------------- |
| برونزية   | بطولة أوروبا لكرة اليد للرجال 2014 |

## روابط خارجية
- إدواردو جوربيندو على موقع الاتحاد الأوروبي لكرة اليد (الإنجليزية)
- إدواردو جوربيندو على موقع الاتحاد الفرنسي لكرة اليد (الفرنسية)
- إدواردو جوربيندو على موقع نادي كيل لكرة اليد (الألمانية)
- إدواردو جوربيندو على موقع أوليمبيديا (الإنجليزية)